# Sillaginopsis panijus
 Sillaginopsis panijus és una espècie de peix de la família dels sil·lagínids i l'única del gènere Sillaginopsis distribuït a l'oest de l'oceà Índic des del delta del Ganges, Birmània, Malàisia i, rarament també, Indonèsia.
Els mascles poden assolir els 44 cm de longitud total.